# Doratopteryx afra
Doratopteryx afra is een vlinder uit de familie Himantopteridae. De wetenschappelijke naam van deze soort is voor het eerst geldig gepubliceerd in 1883 door Rogenhofer.
De soort komt voor in tropisch Afrika.